# Ferrimolibdite
La ferrimolibdite è un minerale, un molibdato idrato di ferro trivalente, che è stato descritto per la prima volta da P. P. Pilipenko, geologo e chimico russo, nel 1914.
Il nome deriva dalla sua composizione chimica che contiene ferro e molibdeno.

## Morfologia
Si presenta in cristalli ortorombici in forma di aghi, in aggregati terrosi, in scaglie e più frequentemente in aggregati fibrosi.

## Origine e giacitura
È un minerale di origine secondaria, che si forma nelle porzioni ossidate delle vene idrotermali e di tipo porfirico all'interno dei giacimenti di molibdeno. la paragenesi è soprattutto con molibdenite, di cui praticamente è un'alterazione, poi con pirite e calcopirite.

## Caratteri fisico-chimici
È solubile negli acidi e in ammoniaca; fonde facilmente.

## Località di ritrovamento
Nella miniera Alekseevskij, del distretto di Khakassia, in Siberia; a Schmirn, in Austria; a Renfrew, in Canada; nella miniera di Climax, in Colorado; a Vielsalm, in Belgio; a Hůrky, nella Repubblica Ceca; a Mount Mulgine, in Australia e nei depositi di Huanglongpu, nella provincia di Shaanxi, in Cina.
In Italia si trova all'Alpe Machetto, nei pressi di Quittengo, in provincia di Vercelli in patine; a Verampio, nel comune di Premia, in provincia di Novara; in Val Masino, in provincia di Sondrio; a Bivongi, in provincia di Catanzaro e nella miniera di Perda Majori, a Villaputzu, in provincia di Cagliari